# Lány, Pardubice
Lány är en by och kommun i Tjeckien. Den är belägen i regionen Pardubice, i den centrala delen av landet, 90 km öster om huvudstaden Prag. Antalet invånare är 283.